# 麗螯線寄居蟹
麗螯線寄居蟹（学名：Nematopagurus lepidochirus）为寄居蟹科線寄居蟹屬下的一个种。